# Championnat du Japon de sport-prototypes 1992
Navigation
Édition précédente
Le Championnat du Japon de sport-prototypes 1992 est la 10e et dernière saison du Championnat du Japon de sport-prototypes. Il s'est couru du 19 avril 1991 au 1er novembre 1992, comprenant six épreuves.

## Calendrier
| Manche | Course                          | Circuit | Participants | Date         |
| ------ | ------------------------------- | ------- | ------------ | ------------ |
| 1      | International Suzuka 500 km     | Suzuka  | 9            | 19 avril     |
| 2      | Fuji 1000 km                    | Fuji    | 10           | 4 mai        |
| 3      | Fuji 500 Miles                  | Fuji    | 9            | 26 juillet   |
| 4      | Sugo International 500 km       | Sugo    | 9            | 13 septembre |
| 5      | Fuji 1000 km                    | Fuji    | 10           | 4 octobre    |
| 6      | Inter-Challenge Cup Mine 500 km | Mine    | 11           | 1 novembre   |

## Engagés
| No.      | Pays                        | Équipe                     | Voiture         | Pneu | Pilotes                                                                                              | Pilotes                                                                                              | Pilotes                                                                                              |
| No.      | Pays                        | Équipe                     | Voiture         | Pneu | Les chiffres entre parenthèses sont la ou les manches auxquelles le pilote ou l'écurie sont inscrits | Les chiffres entre parenthèses sont la ou les manches auxquelles le pilote ou l'écurie sont inscrits | Les chiffres entre parenthèses sont la ou les manches auxquelles le pilote ou l'écurie sont inscrits |
| -------- | --------------------------- | -------------------------- | --------------- | ---- | --- | --- | --- |
| C1 / LD2 |                             |                            |                 |      | | | |
| 1        |                             | Nissan Motorsport          | Nissan R92CP    | B    | Kazuyoshi Hoshino (Toutes)                                                                           | Toshio Suzuki (1-5)                                                                                  | Takao Wada (6)                                                                                       |
| 8        |                             | Toyota Team TOM'S          | Toyota 92C-V    | B    | Pierre-Henri Raphanel (6)                                                                            | Masanori Sekiya (6)                                                                                  | |
| 24       |                             | Nissan Motorsport          | Nissan R92CP    | B    | Masahiro Hasemi (Toutes)                                                                             | Masahiko Kageyama (Toutes)                                                                           | Jeff Krosnoff (1-3)                                                                                  |
| 27       |                             | FromA Racing               | Nissan R91CK    | B    | Mauro Martini (Toutes)                                                                               | Katsutomo Kaneishi (en) (1-5)                                                                        | Volker Weidler (1-3)                                                                                 |
| 27       | Heinz-Harald Frentzen (5-6) | FromA Racing               | Nissan R91CK    | B    | | | |
| 36       |                             | Toyota Team TOM'S          | Toyota 92C-V    | B    | Pierre-Henri Raphanel (1-5)                                                                          | Masanori Sekiya (1-5)                                                                                | |
| 39       |                             | Kitz Racing Team with SARD | Toyota 92C-V    | B    | Eje Elgh (Toutes)                                                                                    | Roland Ratzenberger (Toutes)                                                                         | Eddie Irvine (2-3, 5)                                                                                |
| 61       |                             | Team Take One              | Nissan R91CP    | D    | Thomas Danielsson (en) (Toutes)                                                                      | Hideki Okada(Toutes)                                                                                 | |
| 99       |                             | Trust Racing Team          | Toyota 92C-V    | B    | Steven Andskär (Toutes)                                                                              | George Fouché (1-5)                                                                                  | Maurizio Sandro Sala (6)                                                                             |
| 230      |                             | Pleasure Racing            | Mazda 767B      | D    | Masatomo Shimizu (1-5)                                                                               | Tetsuji Shiratori (1-5)                                                                              | Seisaku Suzuki (2-3, 5)                                                                              |
| C / LD1  |                             |                            |                 |      | | | |
| 3        |                             | Navi Connection Racing     | Mazda 767B-Ford | D    | Kaoru Iida (2)                                                                                       | Yoshiyasu Tachi (2)                                                                                  | |
| 5        |                             | Mazdaspeed                 | Mazda MXR-01    | D    | Yojiro Terada (Toutes)                                                                               | Takashi Yorino (Toutes)                                                                              | Maurizio Sandro Sala (2)                                                                             |
| 7        |                             | Toyota Team TOM'S          | Toyota TS010    | G    | Geoff Lees (5)                                                                                       | Jan Lammers (5)                                                                                      | Eddie Irvine (6)                                                                                     |
| 7        | Jacques Villeneuve (6)      | Toyota Team TOM'S          | Toyota TS010    | G    | Tom Kristensen (6)                                                                                   | | |
| 23       |                             | Nissan Motorsport          | Nissan NP35     | G    | Jeff Krosnoff (6)                                                                                    | Toshio Suzuki (6)                                                                                    | |
| 36       |                             | Toyota Team TOM'S          | Toyota TS010    | G    | Geoff Lees (6)                                                                                       | Jan Lammers (6)                                                                                      | |

## Résultats de la saison

### Courses
| Manche | Circuit | Équipe vainqueur                                | Résultats |
| Manche | Circuit | Pilote vainqueur                                | Résultats |
| ------ | ------- | ----------------------------------------------- | --------- |
| 1      | Suzuka  | Nissan Motorsports                              | Résultats |
| 1      | Suzuka  | Masahiro Hasemi Jeff Krosnoff Masahiko Kageyama | Résultats |
| 2      | Fuji    | Nissan Motorsports                              | Résultats |
| 2      | Fuji    | Kazuyoshi Hoshino Toshio Suzuki                 | Résultats |
| 3      | Fuji    | Nissan Motorsports                              | Résultats |
| 3      | Fuji    | Kazuyoshi Hoshino Toshio Suzuki                 | Résultats |
| 4      | Sugo    | Nissan Motorsports                              | Résultats |
| 4      | Sugo    | Kazuyoshi Hoshino Toshio Suzuki                 | Résultats |
| 5      | Fuji    | Toyota Team TOM'S                               | Résultats |
| 5      | Fuji    | Geoff Lees Jan Lammers                          | Résultats |
| 6      | Mine    | Nissan Motorsports                              | Résultats |
| 6      | Mine    | Kazuyoshi Hoshino Takao Wada                    | Résultats |

## Classements

### Attribution des points
| Système des points | Système des points | Système des points | Système des points | Système des points | Système des points | Système des points | Système des points | Système des points | Système des points | Système des points | Système des points |
| Position           | 1er                | 2e                 | 3e                 | 4e                 | 5e                 | 6e                 | 7e                 | 8e                 | 9e                 | 10e                | Au-delà            |
| ------------------ | ------------------ | ------------------ | ------------------ | ------------------ | ------------------ | ------------------ | ------------------ | ------------------ | ------------------ | ------------------ | ------------------ |
| Points             | 20                 | 15                 | 12                 | 10                 | 8                  | 6                  | 4                  | 3                  | 2                  | 1                  | 0                  |

### Championnat des pilotes C

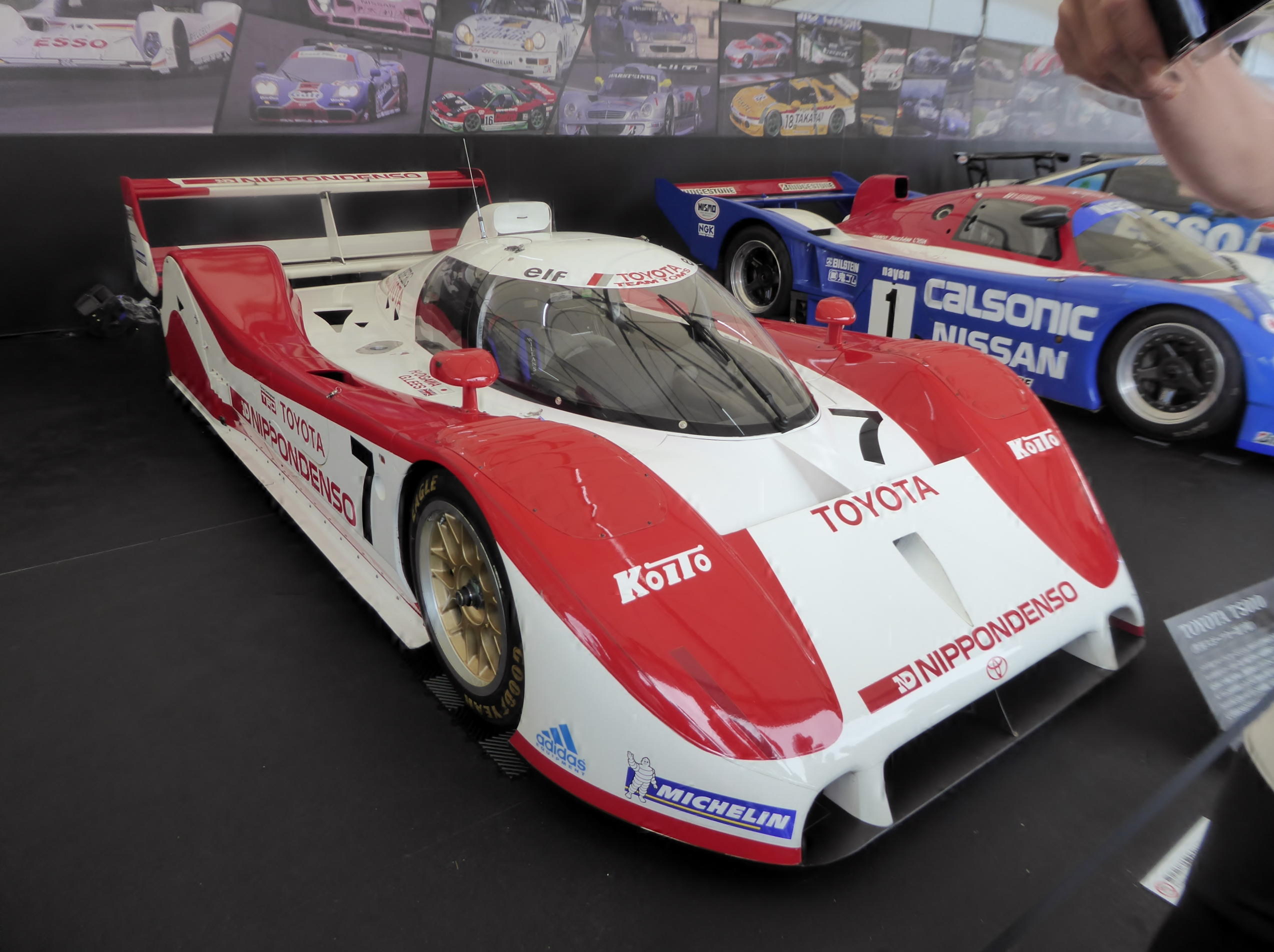
La Toyota TS010 piootée par Geoff Lees et Jan Lammers durant le Championnat du Japon de sport-prototypes 1992

| Pos. | Pilote         | Voiture              | SUZ | FUJ  | FUJ | SUG  | FUJ | MIN | Total |
| ---- | -------------- | -------------------- | --- | ---- | --- | ---- | --- | --- | ----- |
| 1    | Geoff Lees     | Toyota TS010         |     |      |     |      | 1   | 1   | 40    |
| 2    | Jan Lammers    | Toyota TS010         |     |      |     |      | 1   | 1   | 40    |
| 3    | Takashi Yorino | Mazda MXR-01         | (1) | Abd. | (1) | Abd. | 2   | 3   | 27    |
| 4    | Yojiro Terada  | Mazda MXR-01         | (1) | Abd. | (1) | Abd. | 2   | 3   | 27    |
| 5    | Eddie Irvine   | Toyota 92C-V / TS010 |     |      |     |      |     | 2   | 15    |
| 6    | Toshio Suzuki  | Nissan R92CP / NP35  |     |      |     |      |     | 4   | 10    |
| 7    | Jeff Krosnoff  | Nissan R92CP / NP35  |     |      |     |      |     | 4   | 10    |

| Couleur | Résultat                     |
| ------- | ---------------------------- |
| Or      | Vainqueur                    |
| Argent  | 2e place                     |
| Bronze  | 3e place                     |
| Vert    | Terminé, dans les points     |
| Bleu    | Terminé, pas dans les points |
| Violet  | Abandon (Ab.) ou (Ret)       |
| Violet  | Non classé (NC)              |
| Rouge   | Pas qualifié (DNQ)           |
| Noir    | Disqualifié (DSQ)            |
| Blanc   | Pas au départ (DNS)          |
| Blanc   | Forfait (WD)                 |
| Blanc   | N'a pas participé (DNP)      |
| Blanc   | Blessé (INJ)                 |
| Blanc   | Exclu (EX)                   |
| Blanc   | Course annulée (C)           |

### Championnat des pilotes C1

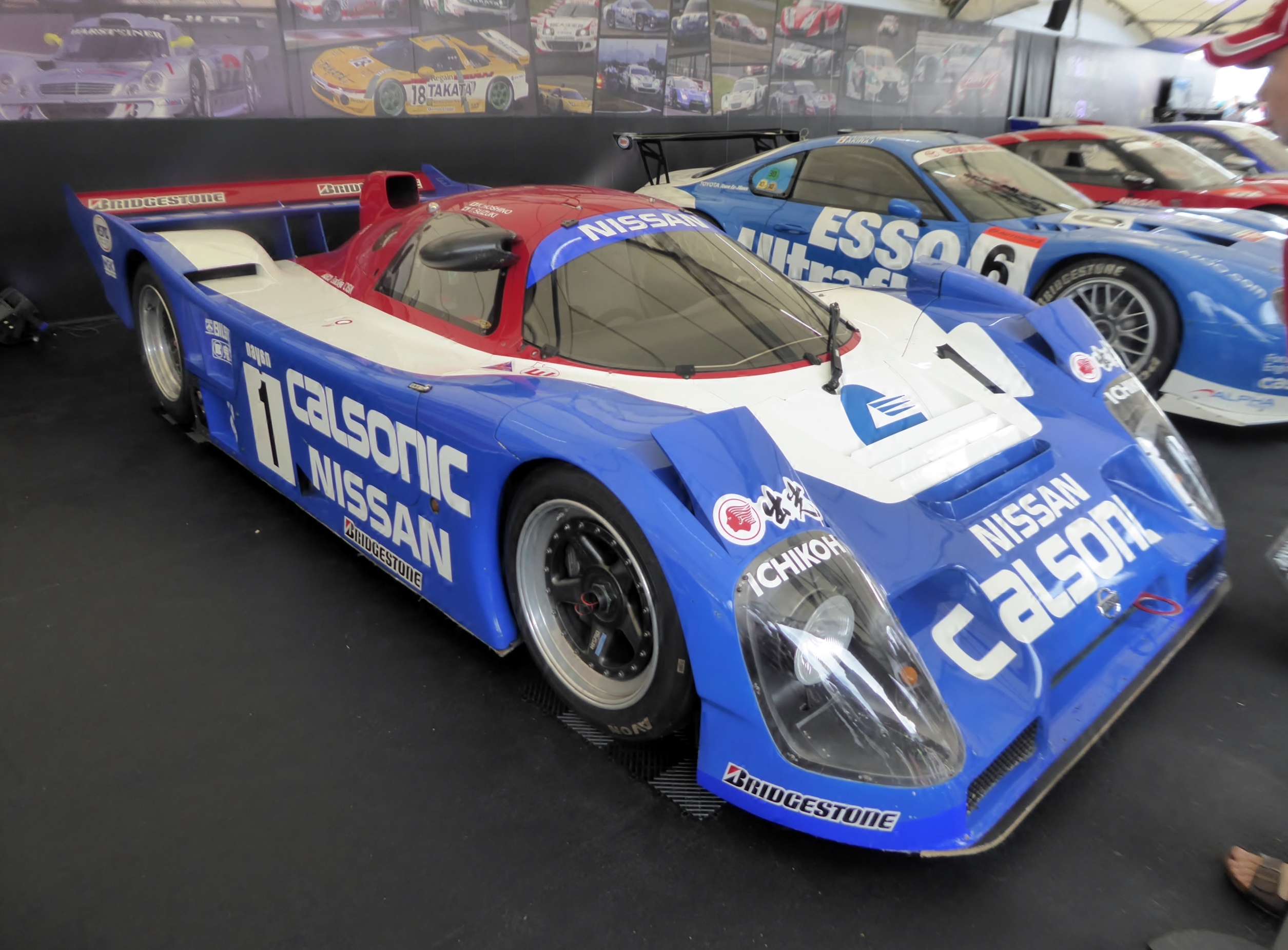
la Nissan R92CP pilotée par Kazuyoshi Hoshino et Toshio Suzuki durant le Championnat du Japon de sport-prototypes 1992

| Pos. | Pilote                | Voiture             | SUZ | FUJ  | FUJ | SUG | FUJ  | MIN | Total |
| ---- | --------------------- | ------------------- | --- | ---- | --- | --- | ---- | --- | ----- |
| 1    | Kazuyoshi Hoshino     | Nissan R92CP        | 8   | 1    | 1   | 1   | 1    | 1   | 103   |
| 2    | Toshio Suzuki         | Nissan R92CP / NP35 | 8   | 1    | 1   | 1   | 1    |     | 83    |
| 3    | Pierre-Henri Raphanel | Toyota 92C-V        | 5   | 5    | 2   | 2   | 2    | 3   | 73    |
| 4    | Masanori Sekiya       | Toyota 92C-V        | 5   | 5    | 2   | 2   | 2    | 3   | 73    |
| 5    | Masahiro Hasemi       | Nissan R92CP        | 1   | 4    | 5   | 4   | 4    | 4   | 63    |
| 6    | Mauro Martini         | Nissan R91CK        | 2   | 2    | 3   | 6   | Abd. | 2   | 60    |
| 7    | Roland Ratzenberger   | Toyota 92C-V        | 4   | Abd. | 6   | 3   | 3    | 6   | 46    |
| 8    | Volker Weidler        | Nissan R91CK        | 2   | 3    | 3   |     |      |     | 39    |
| 9    | Jeff Krosnoff         | Nissan R92CP / NP35 | 1   | 4    | 5   |     |      |     | 38    |
| 10   | Steven Andskär        | Toyota 92C-V        | 3   | Abd. | 4   | 5   | DNS  | 5   | 38    |

| Couleur | Résultat                     |
| ------- | ---------------------------- |
| Or      | Vainqueur                    |
| Argent  | 2e place                     |
| Bronze  | 3e place                     |
| Vert    | Terminé, dans les points     |
| Bleu    | Terminé, pas dans les points |
| Violet  | Abandon (Ab.) ou (Ret)       |
| Violet  | Non classé (NC)              |
| Rouge   | Pas qualifié (DNQ)           |
| Noir    | Disqualifié (DSQ)            |
| Blanc   | Pas au départ (DNS)          |
| Blanc   | Forfait (WD)                 |
| Blanc   | N'a pas participé (DNP)      |
| Blanc   | Blessé (INJ)                 |
| Blanc   | Exclu (EX)                   |
| Blanc   | Course annulée (C)           |

### Championnat des constructeurs Catégorie C

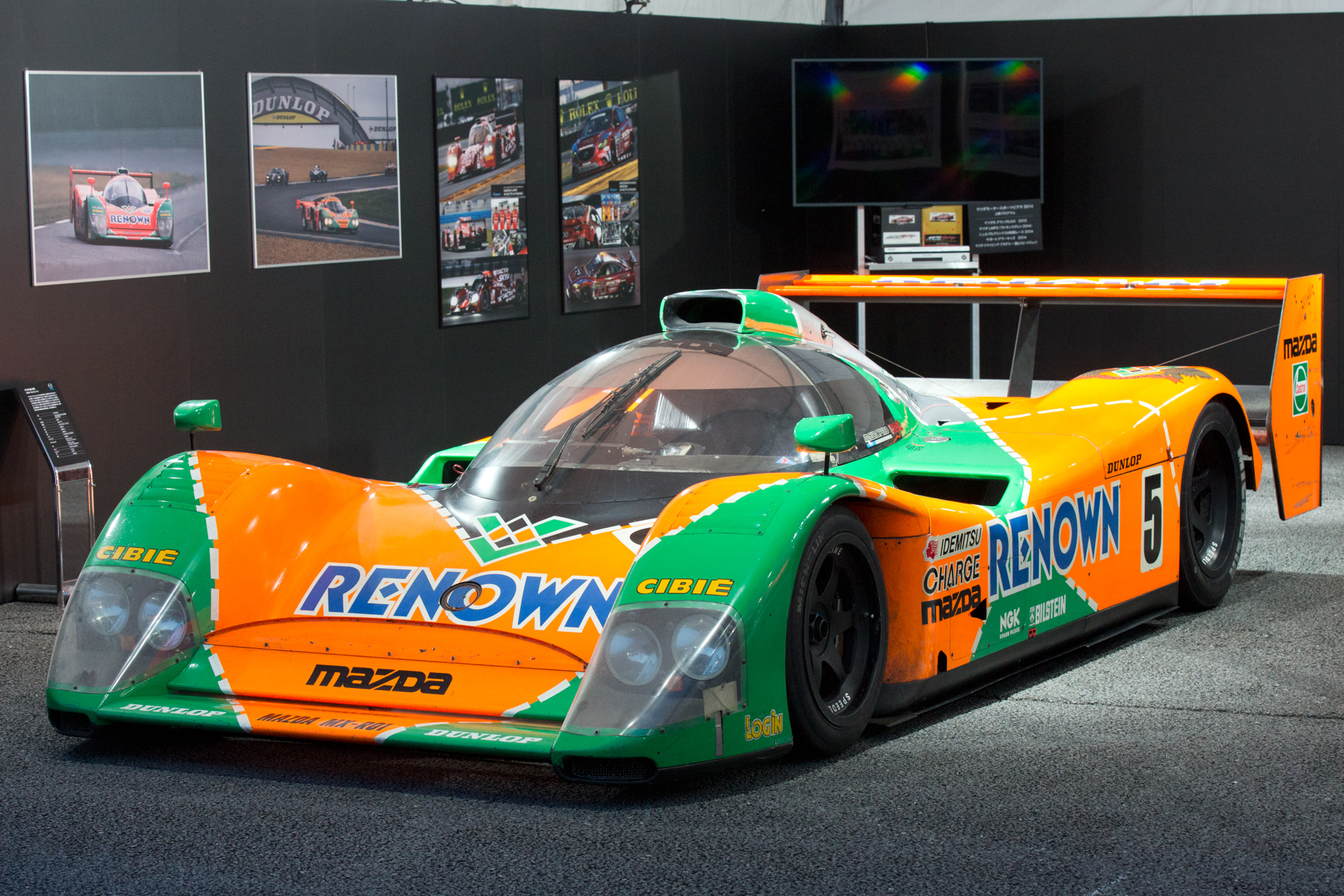
la Mazda MX-R01 pilotée par Takashi Yorino et Yojiro Terada ayant participé à l'intégralité du Championnat du Japon de sport-prototypes 1992

| Pos. | Constructeur | SUZ  | FUJ | FUJ  | SUG | FUJ | MIN | Total |
| ---- | ------------ | ---- | --- | ---- | --- | --- | --- | ----- |
| 1    | Toyota       |      |     |      |     | 20  | 20  | 40    |
| 2    | Mazda        | (20) | +   | (20) | +   | 15  | 12  | 27    |
| 3    | Nissan       |      |     |      |     |     | 10  | 10    |

| Couleur | Résultat                     |
| ------- | ---------------------------- |
| Or      | Vainqueur                    |
| Argent  | 2e place                     |
| Bronze  | 3e place                     |
| Vert    | Terminé, dans les points     |
| Bleu    | Terminé, pas dans les points |
| Violet  | Abandon (Ab.) ou (Ret)       |
| Violet  | Non classé (NC)              |
| Rouge   | Pas qualifié (DNQ)           |
| Noir    | Disqualifié (DSQ)            |
| Blanc   | Pas au départ (DNS)          |
| Blanc   | Forfait (WD)                 |
| Blanc   | N'a pas participé (DNP)      |
| Blanc   | Blessé (INJ)                 |
| Blanc   | Exclu (EX)                   |
| Blanc   | Course annulée (C)           |

### Championnat des constructeurs Catégorie C1

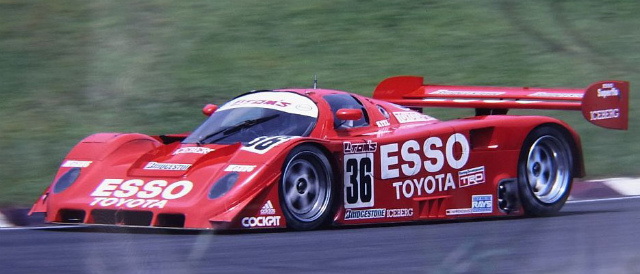
La Toyota 92C-V ayant participé au Championnat du Japon de sport-prototypes 1992

| Pos. | Constructeur | SUZ | FUJ | FUJ | SUG | FUJ | MIN | Total |
| ---- | ------------ | --- | --- | --- | --- | --- | --- | ----- |
| 1    | Nissan       | 1   | 1   | 1   | 1   | 1   | 1   | 120   |
| 2    | Toyota       | 3   | 5   | 2   | 2   | 2   | 3   | 77    |
| 3    | Mazda        | 7   | 6   | 8   | NC  | 6   |     | 19    |

| Couleur | Résultat                     |
| ------- | ---------------------------- |
| Or      | Vainqueur                    |
| Argent  | 2e place                     |
| Bronze  | 3e place                     |
| Vert    | Terminé, dans les points     |
| Bleu    | Terminé, pas dans les points |
| Violet  | Abandon (Ab.) ou (Ret)       |
| Violet  | Non classé (NC)              |
| Rouge   | Pas qualifié (DNQ)           |
| Noir    | Disqualifié (DSQ)            |
| Blanc   | Pas au départ (DNS)          |
| Blanc   | Forfait (WD)                 |
| Blanc   | N'a pas participé (DNP)      |
| Blanc   | Blessé (INJ)                 |
| Blanc   | Exclu (EX)                   |
| Blanc   | Course annulée (C)           |